# Jorge G. Durand
Jorge Guillermo Durand Arp-Nisen es un profesor-investigador de la Universidad de Guadalajara en el Departamento de Estudios sobre los Movimientos Sociales (DESMoS – CUCSH).  Es codirector, con  Douglas S. Massey, del Mexican Migration Project (desde 1987) y del Latin American Migration Project (desde 1996) auspiciado por las Universidades de Princeton y Guadalajara. En México es investigador emérito del Sistema Nacional de Investigadores y miembro de la Academia Mexicana de Ciencias. En Estados Unidos es miembro de la National Academy of Sciences, la American Philosophical Society y la American Academy of Arts and Sciences. Por otra parte ha recibido el Premio Jalisco 2003 en el área de Ciencias y el Premio Malinowski de la Society for Applied Anthropolgy 2018.  Finalmente en 2018 se inauguró la Cátedra Jorge Durand de Estudios Migratorios en la Universidad de Guadalajara.
Ha sido profesor invitado en las universidades de Pensilvania, Chicago, UCLA, Princeton (en Estados Unidos), Cayetano Heredia (Perú), Bielefeld (Alemania); Varsovia (Polonia) y el CNRS  (Francia) y en varias universidades y  centros de investigación mexicanos. En la actualidad es articulista en la sección de opinión en el diario La Jornada, México.
En los últimos treinta años ha estudiado el fenómeno migratorio entre México y Estados Unidos y ha publicado extensamente sobre el tema. Entre sus libros más recientes autorados y coautorados destacan: Clandestinos, Migración México Estados Unidos en los Albores del siglo XXI (2003), Mexicanos en Chicago. Diario de campo de Robert Redfield (2008), Detrás de la Trama. Políticas migratorias entre México y Estados Unidos (2009) y La migración México Estados Unidos. Historia mímina (2017).

## Datos biográficos
Obtuvo la Licenciatura en Antropología Social por la Universidad Iberoamericana y el grado de Maestría en Antropología Social por El Colegio de Michoacán. Es doctor en Geografía y Ordenamiento Territorial por la Universidad de Toulouse, Francia. 
Ha estudiado en las últimas tres décadas el fenómeno migratorio entre México y Estados Unidos y es uno de los más reputados especialistas en el tema. Muchos de sus trabajos han estado basados en el Proyecto sobre la Migración Mexicana (MMP, por sus siglas en inglés) impulsado desde 1982. En este proyecto cuya responsabilidad comparte con otros científicos sociales como Douglas Massey, ha configurado información valiosa sobre el proceso migratorio que ha caracterizado la vecindad México-Estados Unidos de América, desde el ángulo demográfico, económico y sociológico. Por el éxito de este programa, se ha constituido otro paralelo, también dirigido por Jorge Durand y Douglas Massey, denominado Proyecto sobre Migración Latinoamericana (LAMP por sus siglas en inglés).

## Obra escrita
Entre otros libros:
- Return to Aztlán; Colaboración con Douglas Massey, Rafael Alarcón y Humberto González; Berkley, California, University Press, 1987.
- Más allá de la línea, México, CONACULTA, 1984.
- Miracles on the border, Tucson, Arizona, University Press, 1995.
- Migrations Mexicaines aux États Unis, París, Éditions du CNRS, 1995.
- La experiencia migrante, Guadalajara, Universidad de Guadalajara, 2000.
- Clandestinos: migración México-Estados Unidos en los albores del siglo XXI, Miguel Ángel Porrúa, 2003.
- Mexicanos en Chicago. Diario de Campo de Robert Redfield. 1924-1925, Colaboración con Patricia Arias, 2005.
- La migración México Estados Unidos. Historia mínima (2017)